# Piccole Dolomiti
Piccole Dolomiti (známé také jako Vicentinské Dolomity) jsou krátké pohoří v podsekci Vicentinské Alpy, které se nachází na hranici mezi provinciemi Vicenza, Trento a Verona.

## Definice a vymezení
Podle SOIUSA se pojem Piccole Dolomiti vztahuje na masiv Pasubio, pohoří Sengio Alto, horskou skupinu Carega a náhorní plošinu Catena delle Tre Croci. Někdy je masiv Pasubio považován za cizorodý k Piccole Dolomiti.
Po směru hodinových ručiček jsou zeměpisné hranice následující: Passo della Borcola, Valle Posina, Val d'Astico, rovina u Schio, pahorkatina u Vicenza, Veronská pahorkatina, Valle di Revolto, Passo Pertica, Val di Ronchi, údolí řeky Adiže, Valle di Terragnolo, Vallarsa, Trambileno, Passo della Borcola.

## Charakteristika
Pohoří Piccole Dolomiti tvoří oblouk hor táhnoucí se od jihovýchodu k severozápadu v délce asi třiceti kilometrů a vrcholící vrcholem Cima Carega (2259 m), které mají čistě dolomitický charakter, vyznačující se přítomností jehlanů, strmých stěn a příkrých roklí.
Jejich název připomíná jejich větší sestry, Dolomity, a to kvůli dolomitu, který je tvoří, a k němuž se kvůli nižší nadmořské výšce přidává přídavné jméno "malé". Tento termín vymyslel Francesco Meneghello v roce 1925, když se zabýval horami v této oblasti v článku, který vyšel v časopise vydávaném CAI.
Piccole Dolomiti nabízejí velmi sugestivní výhledy a jejich zvláštností je, že jsou snadno dosažitelné i pro nepříliš trénované turisty. Protože jsou prvním horským reliéfem, na který cestou z Benátské nížiny narazíte, nabízejí za jasného počasí nádherné výhledy na města pod nimi, Jaderské moře a dokonce i na Apeniny.

## Alpinismus
Přestože jejich nadmořská výška je jen něco málo přes 2000 metrů, jsou to z horolezeckého hlediska velmi zajímavé hory, které nabízejí zajímavé skalní stěny pro horolezce, jako například ty na Baffelanu. Existují zde skalní cesty všech obtížností a stupňů; šestý stupeň jako první překonal horolezec Gino Soldà z Rhoenzy. Pro horolezce jsou obzvláště zajímavé úzké žlábky vyhloubené vodní erozí, protože se někdy jedná o hluboké zářezy se svislými skalními stěnami.
Pěší turistika a trekking jsou velmi oblíbené, protože Piccole Dolomiti nabízejí velké množství tras a všechny typy obtížnosti: to je dáno tím, že během první světové války byly opevněny italskou armádou. Tato skutečnost umožnila rozšířit již dříve existující síť stezek, které je protínaly: příkladem je Strada delle 52 Gallerie, mimořádné dílo vojenského inženýrství, která vede z Bocchetta Campiglia do Porte del Pasubio.
V pohoří Piccole Dolomiti se nachází útulen, z nichž některé, čistě alpského charakteru, jsou dosažitelné pěšky nebo po bývalých vojenských silnicích, které v současnosti mohou využívat pouze jejich správci, zatímco jiné, které jsou výchozími body pro turistické trasy, se nacházejí na konci zpevněných cest:
- Rifugio Toni Giuriolo (1457 m) u passo di Campogrosso
- Rifugio Piccole Dolomiti (1135 m) u lokality Guardia
- Rifugio Scalorbi (1767 m) u passo Pelagatta
- Rifugio Mario Fraccaroli (2230 m) u Cima Carega
- Rifugio Cesare Battisti (1265 m) u lokality Gazza
- Rifugio Bertagnoli (1250 m) u lokality Piatta
- Rifugio Monte Falcone (1606 m) u Sella del Campetto
- Rifugio Achille Papa (1928 m) u Porte del Pasubio

Piccole Dolomiti lze rozdělit do čtyř skupin s dobře definovanými morfologickými charakteristikami, které se od sebe navzájem liší:
- Catena delle Tre Croci mezi Recoaro a údolím Chiampo: mezi Sella del Campetto a Passo della Lora;
- pohoří Carega (2259 m), nejvyšší nadmořská výška v oblasti: mezi Passo della Lora a průsmykem passo di Campogrosso;
- pohoří Sengio Alto: mezi průsmykem passo di Campogrosso a passo Pian delle Fugazze s věží Baffelan, ikonou všech horolezců ve Vicenze, a charakteristickou horou Monte Cornetto. Je to spojnice mezi Pasubiem a Caregou.
- Masiv Pasubio: mezi Pian delle Fugazze a průsmykem passo della Borcola.

## Galerie

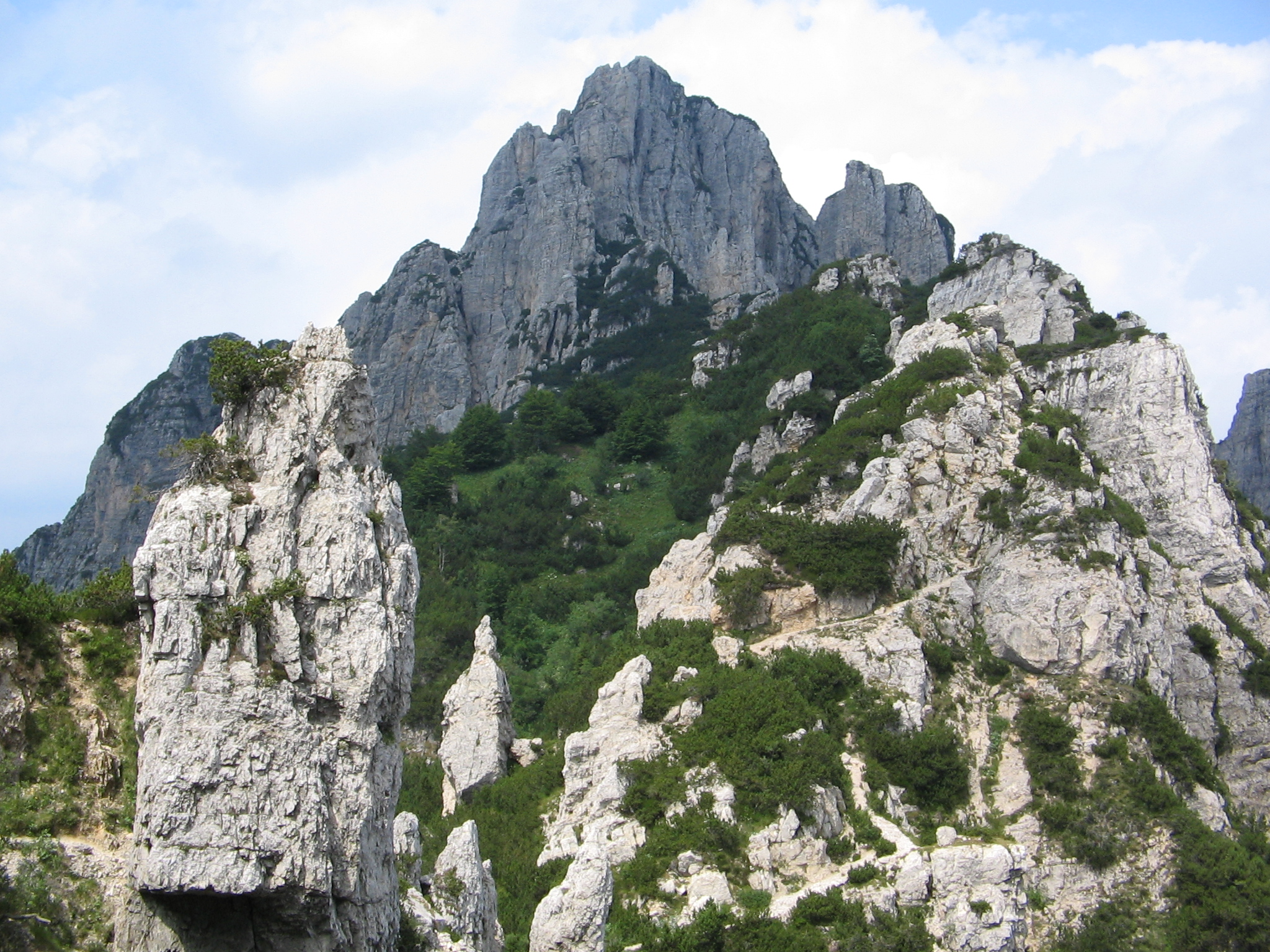
Cornetto - pohled z Sentiero di Arroccamento
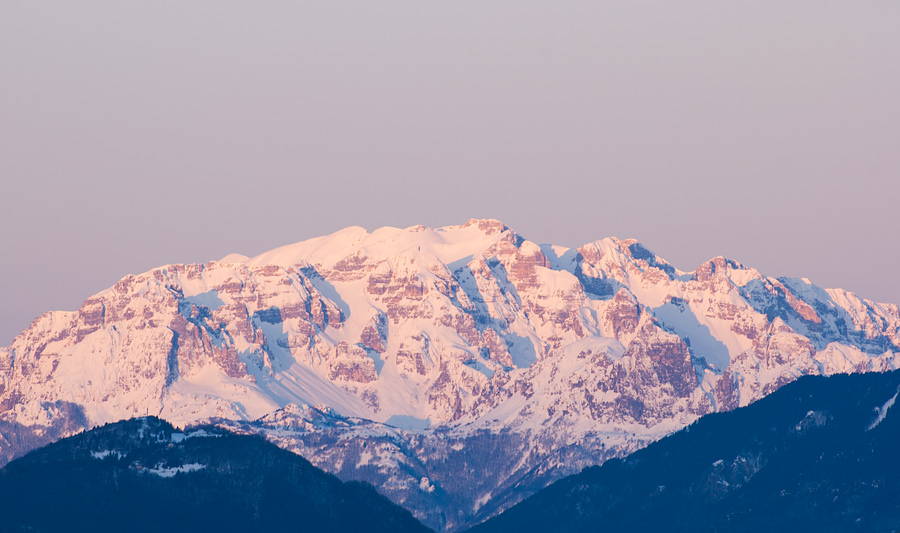
Cima Carega, nejvyšší vrchol Piccole Dolomiti
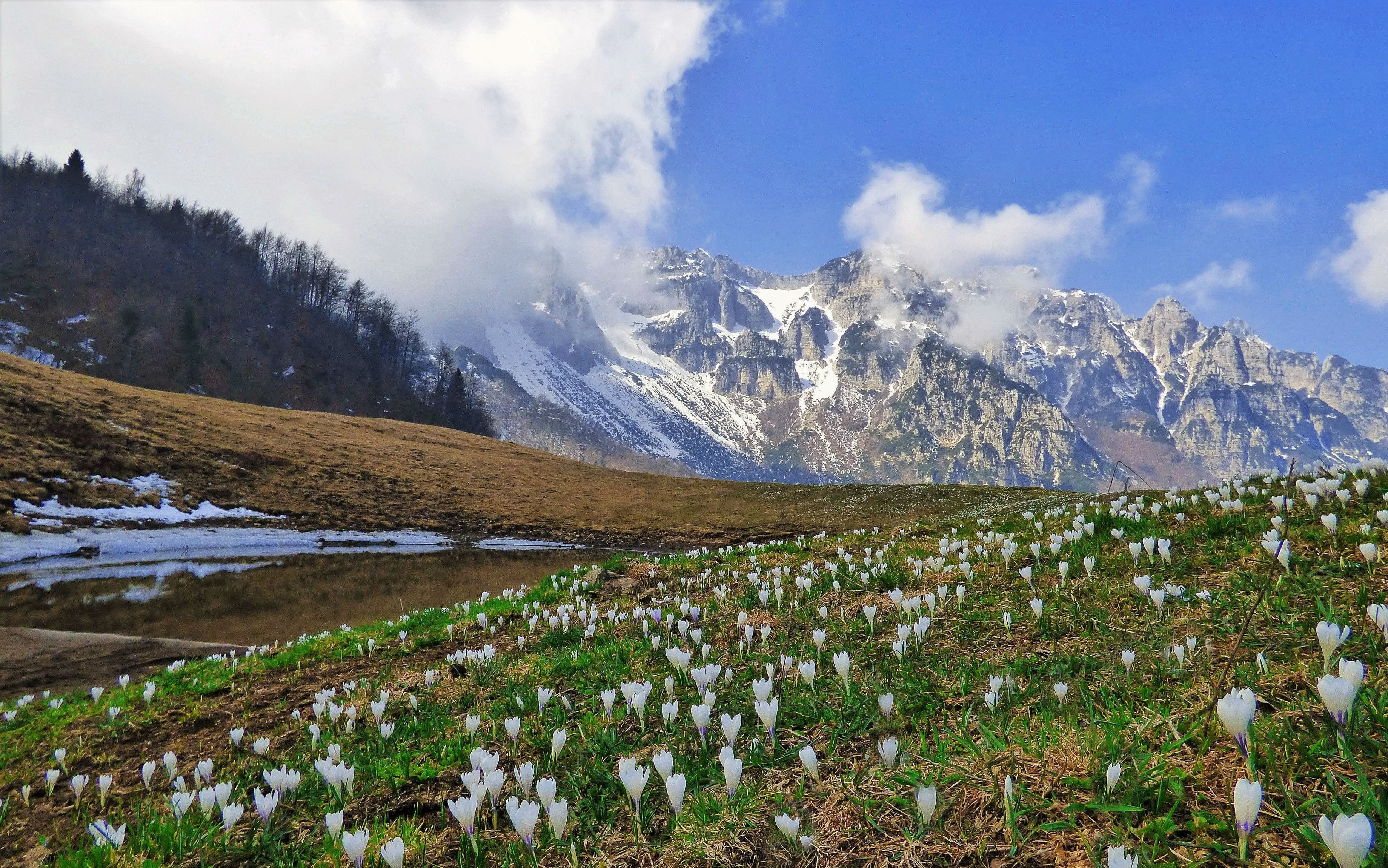
Panorama Campogrosso - Piccole Dolomiti
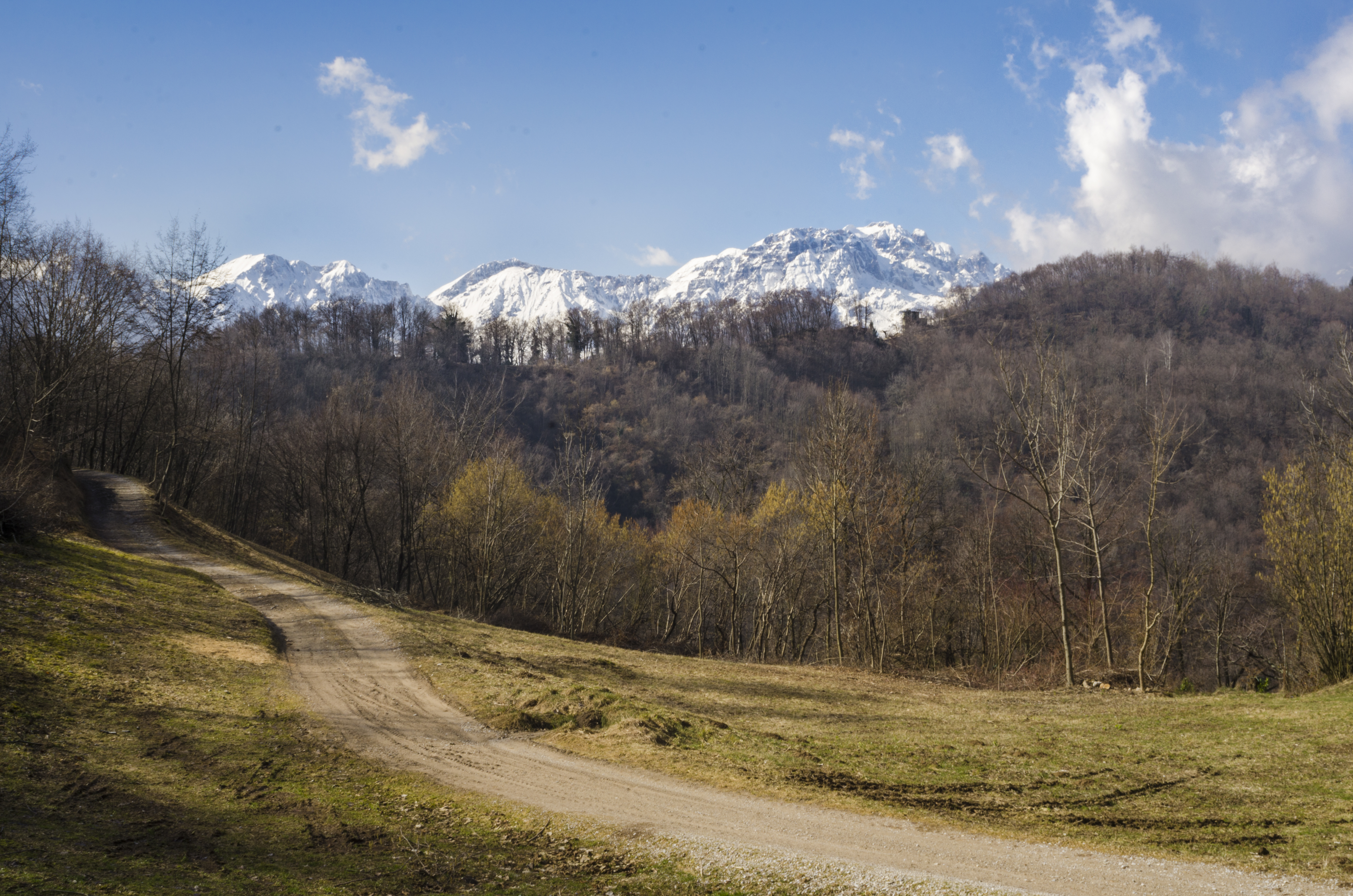
brzké jaro v Piccole Dolomiti
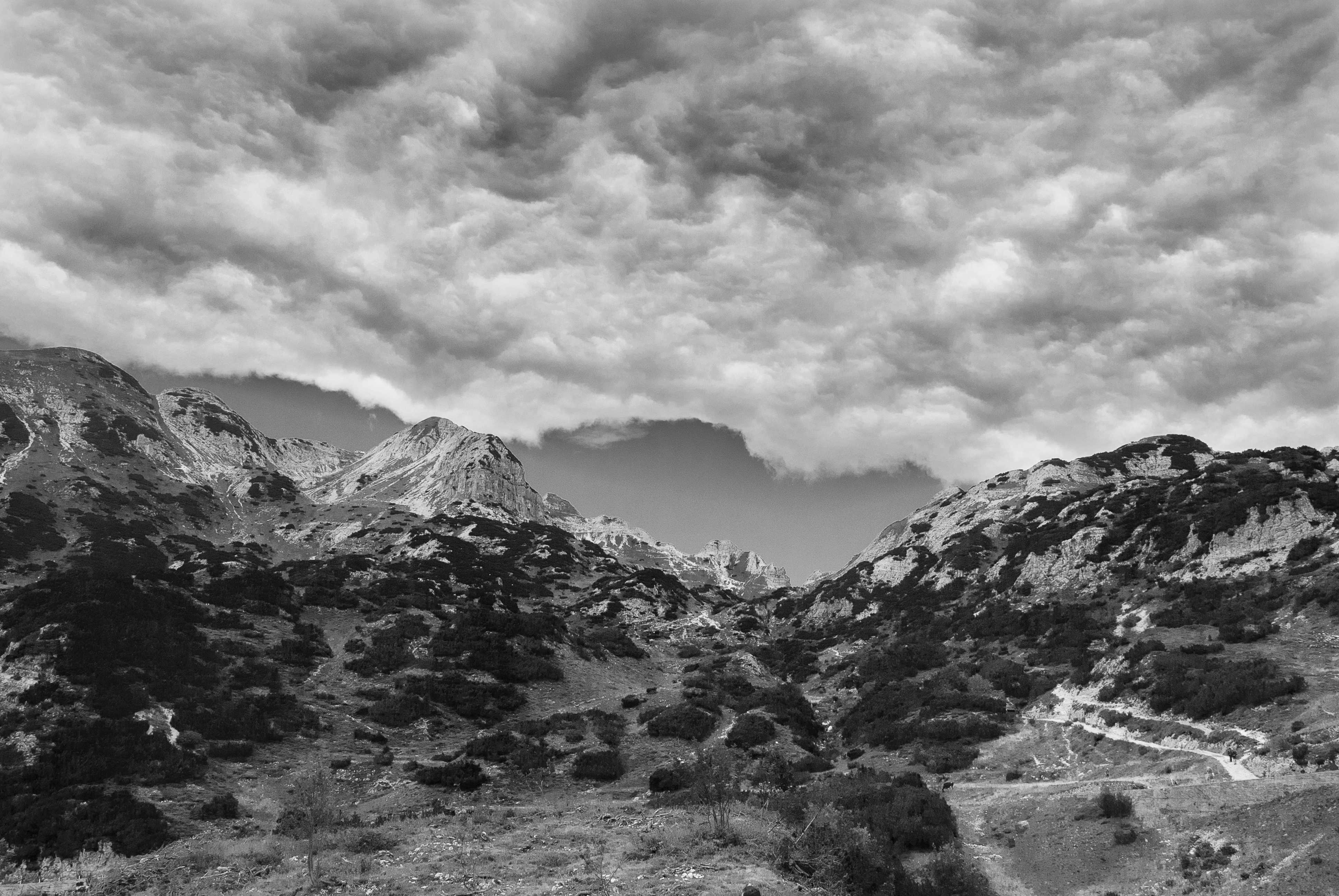
Pohoří Carega
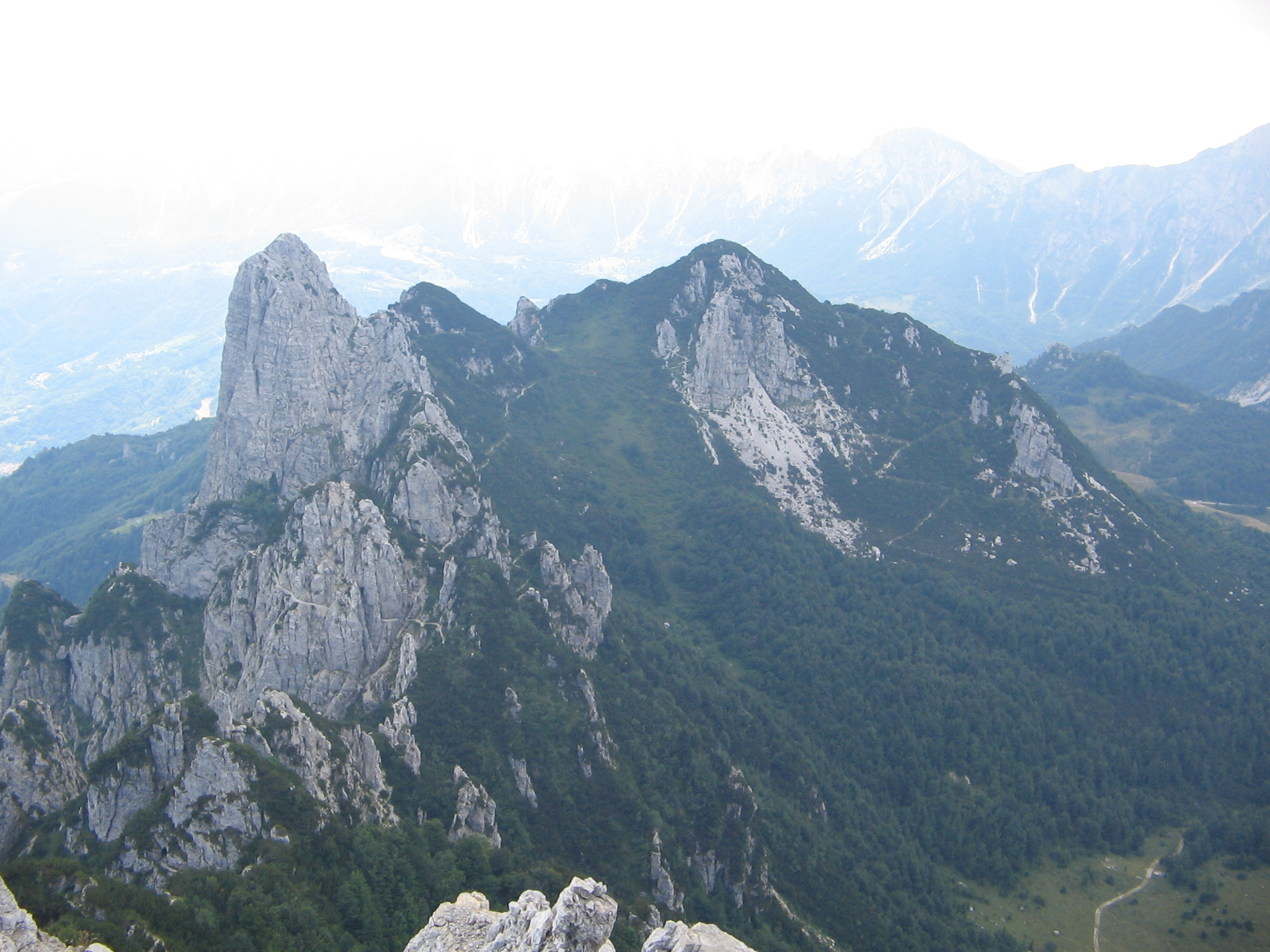
Baffelan a Cima delle Ofre od Passo di Campogrosso
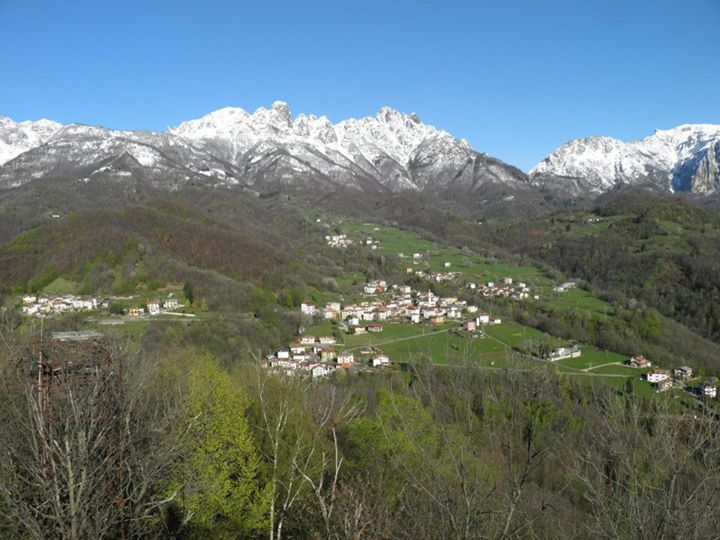
panorama Sengio Alto
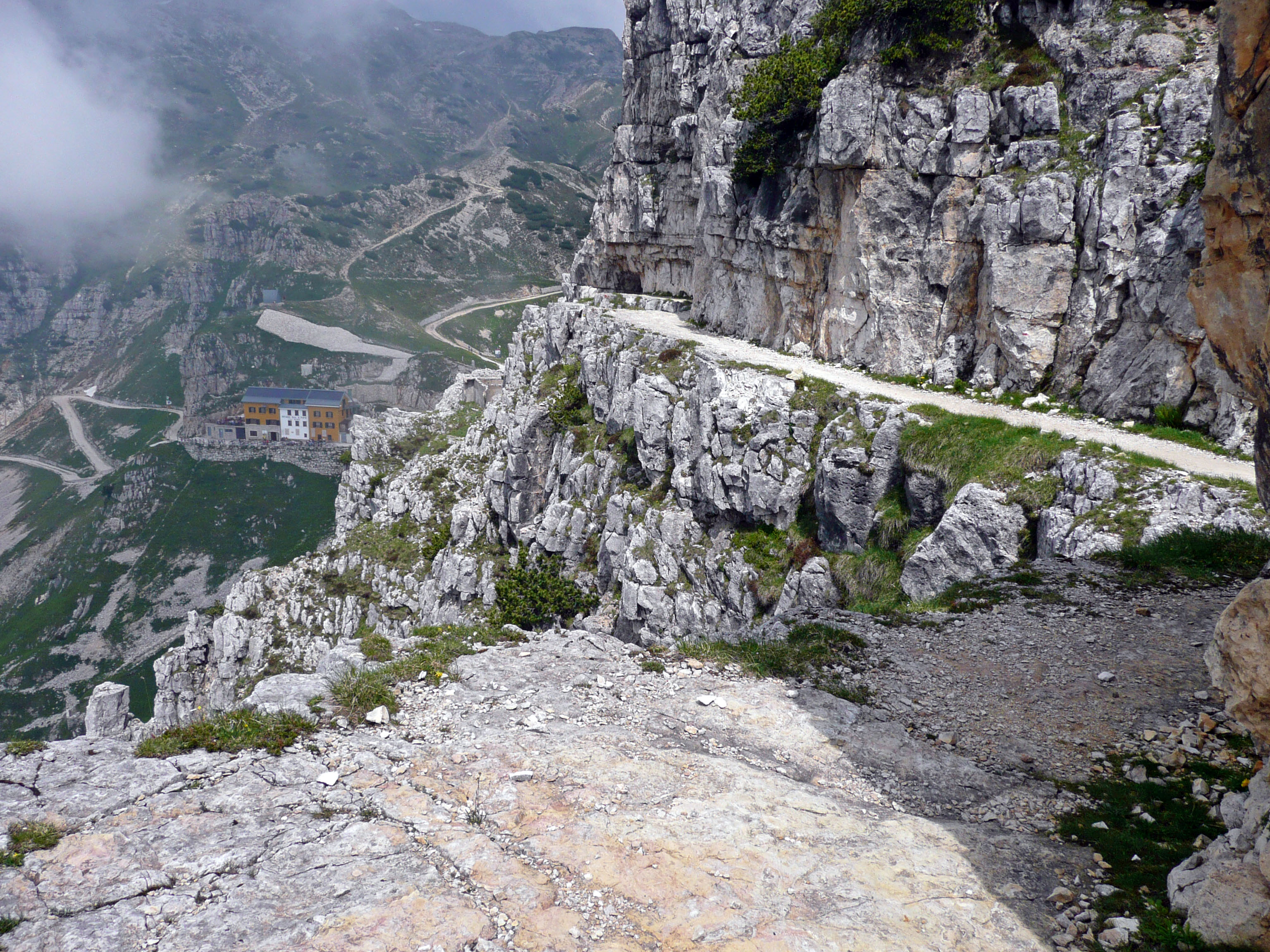
pohled na Strada delle 52 Gallerie u rifugia Achille Papa